# 旧笹浪家住宅
旧笹浪家住宅（きゅうささなみけじゅうたく）は、北海道檜山郡上ノ国町にある江戸時代後期の住宅。笹浪家は鰊漁などを営んできた旧家で、この住宅は番屋として使われた。主屋、土蔵、米蔵・文庫蔵が国の重要文化財に指定されている。

## 建築概要
主屋と附属する米蔵、文庫蔵、土蔵からなる。米蔵・文庫蔵は 1991年（平成3年）に解体格納後、2002年（平成14年）に復旧された。現在でも北海道の日本海沿岸にみられる「鰊番屋」の原型になったとされる。
- 主屋[1]
  - 年代 - 1801-1900年（江戸後期）
  - 構造 - 1階建 切妻造、石置板葺、正面庇付、板葺（桁行16.1m、梁間11.8m）
  - 文化財区分 - 重要文化財
  - 重文指定年月日 - 1992年1月21日（平成4年）
- 米蔵・文庫蔵[3]
  - 年代 - 1848年（江戸末期）
  - 構造 - 土蔵造、2階建 切妻造、桟瓦葺（北側の文庫蔵と南側の米蔵）、（桁行9.1m、梁間5.5m）
  - 文化財区分 - 重要文化財
  - 重文指定年月日 -2018年12月25日（平成30年）
- 土蔵[2]
  - 年代 - 1885年（明治）
  - 構造 - 土蔵造、2階建、切妻造、サヤ附属、板葺(桁行5.5m、梁間4.5m)
  - 文化財区分 - 重要文化財
  - 重文指定年月日 -1992年1月21日（平成4年）

## 歴史
笹浪家は代々鰊漁を営んでおり、初代は能登国笹波村（現・石川県珠洲市）に居住したのち、松前福山に移り、18世紀ごろ上ノ国に居を構えた。現存する旧笹浪家住宅は、五代目久右衛門によって建てられ、北海道に現存する民家としては最古とされる。築150年ほどとなった1990年、民家は笹浪家より上ノ国町へ寄贈され、1992年に国指定重要文化財に登録された。その後2002年、文化庁による国庫補助事業の一環で民家の修復がなされ、2003年から一般公開されている。

## 所在地
〒049-0612 北海道檜山郡上ノ国町上ノ国236番地

## 交通アクセス
- 自動車
  - 函館駅からだと道道5号、函館江差自動車道と日本海追分ソーランライン/国道228号経由で約1時間35分（81km）

## 周辺
- 上ノ国町役場
- 上ノ国町立上ノ国小学校
- 上ノ國八幡宮
- 上国寺
- 国道228号